# Gota Abu Ramada

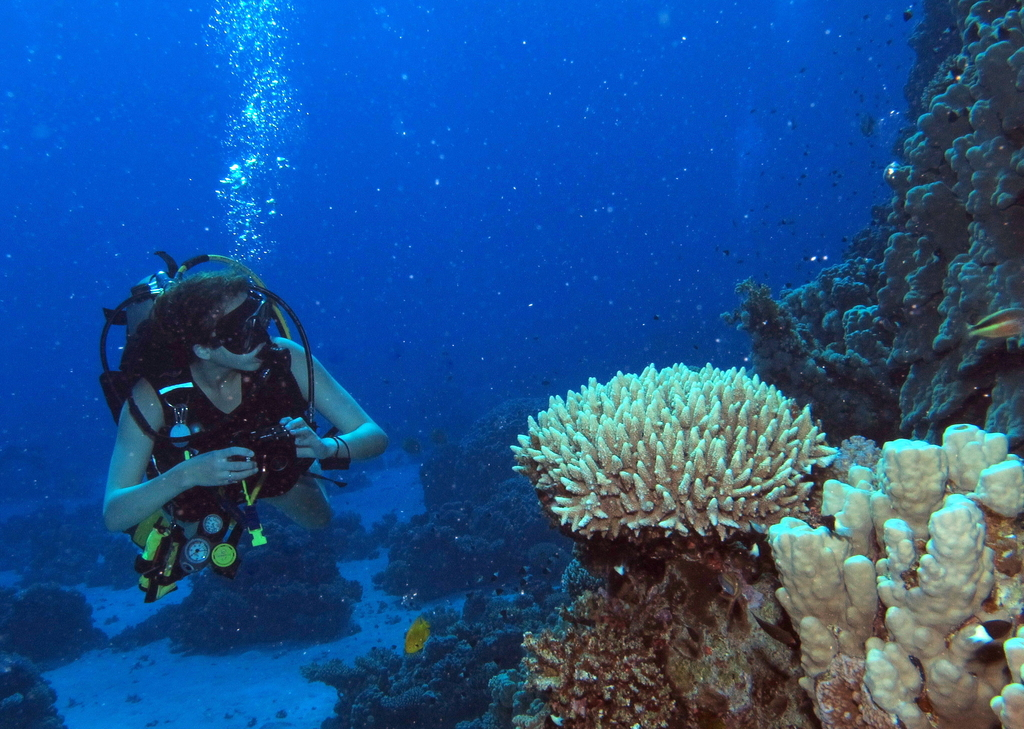
Nurkowanie wśród raf Gota Abu Ramada

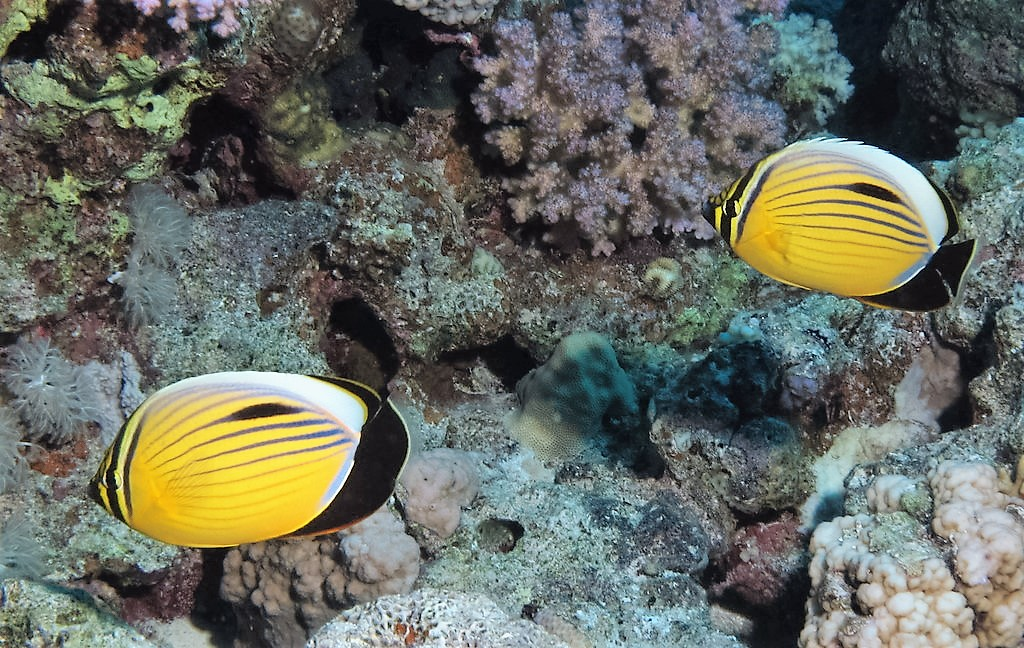
Ryby Chaetodon austriacus sfotografowane na rafie Gota Abu Ramada

Gota Abu Ramada – mała bezludna wyspa koralowa na Morzu Czerwonym, znajdująca się przy południowym krańcu Zatoki Sueskiej, przy egipskim wybrzeżu Afryki w okolicach Hurghady.
Wokół wyspy znajdują się rafy koralowe i popularne miejsca nurkowe, głównie po wschodniej i zachodniej stronie. Znajduje się tu wielki podwodny ogród koralowy z ogromną ilością ryb, a maksymalna głębokość wynosi ok. 15 metrów.
19 października 2007 r. tuż obok wyspy, na terenie Parku Narodowego Giftun, umieszczono pod wodą dużą rzeźbę rekina przebitego nożem. Zapoczątkowało to największą światową kampanię na rzecz ochrony rekinów, zorganizowaną przez Sharkproject, HEPC i władze Egiptu. Jest to pierwszy pomnik tego typu na świecie, docelowo w różnych częściach świata powstaną pod wodą podobne pomniki. Cel kampanii to zwrócenie uwagi na kwestie związane z rekinami, wskazanie ich wagi dla ekosystemów oraz zagrożeń płynących z braku ich ochrony. Pomnik został zaprojektowany i wykonany w Monachium w Niemczech.